# 經濟發展
經濟發展（Economic development），也称经济社会发展（economic and social development），是隨資本主義發展出現的累積過程。其基本要素除了包括經濟成長所帶來的總量產出與收入結構變化外，經濟結構的變遷、人民生活品質提高與福利改善、社會政治體制的變化、文化法律的完善，甚至是觀念習俗的變化。所以，經濟發展的最終目的是要提高人民的生活水準，也就是改善人民生活。

## 简介
在公共部门的经济学研究中，经济社会发展是一个国家、地区、地方社区或个人的经济福祉和生活质量根据既定目标和目标得到改善的过程。
该词在20世纪和21世纪被频繁使用，但这个概念在西方存在的时间要长得多。“现代化”、“西方化”，尤其是“工业化”是讨论经济发展时经常使用的其他术语。从历史上看，经济发展政策侧重于工业化和基础设施。自1960年代以来，经济发展一词越来越关注减贫。
鉴于经济发展是旨在改善人民福祉的政策干预，经济增长是市场生产力和 GDP 增长的现象； 经济学家阿马蒂亚森将经济增长描述为“经济发展过程的一个方面”。 经济学家主要关注增长方面和整个经济，而社区经济发展的研究人员也关注社会经济发展。